# 1013 (numero)
Milletredici (1013) è il numero naturale dopo il 1012 e prima del 1014.

## Proprietà matematiche
- È un numero dispari.
- È un numero primo.
  - È un numero primo di Sophie Germain.
- È un numero difettivo.
- È un numero nontotiente in quanto dispari e diverso da 1.
- È un numero malvagio.
- È un numero quadrato centrato.
- È un numero intero privo di quadrati.
- È un numero congruente.
- È un numero palindromo e un numero ondulante nel sistema di numerazione posizionale a base 14 (525).
- È parte delle terne pitagoriche (45, 1012, 1013), (1013, 513084, 513085).

## Astronomia
- 1013 Tombecka è un asteroide della fascia principale del sistema solare.
- NGC 1013 è una galassia nella costellazione della Balena.

## Astronautica
- Cosmos 1013 è un satellite artificiale russo.